# Баминги-Бангоран
Баминги-Бангоран (на френски: Bamingui-Bangoran) е една от 14-те административни префектури на Централноафриканската република. Разположена е в северната част на страната и граничи с Чад. Площта на префектурата е 58 200 км², а населението е около 39 000 души (2003). Гъстотата на населението в Баминги-Бангоран е едва 0,66 души /км² и е най-малката измежду всички префектури на ЦАР. Столица на префектурата е град Нделе.